# Georges Marion
Pour les articles homonymes, voir Marion.
Georges Marion, né Simon Baruch, est un journaliste français, né le 18 mai 1943 à Nice (Alpes-Maritimes).

## Biographie
Ancien adhérent de l'Union des étudiants communistes (UEC), il en est exclu lors de sa reprise en main par la direction du Parti communiste français au milieu des années 1960. Il participe ensuite à la fondation de la Jeunesse communiste révolutionnaire (JCR), ancêtre de la Ligue communiste révolutionnaire (LCR) d'Alain Krivine. Il fut candidat de ce parti aux législatives de 1973 dans le 5e arrondissement de Paris. 
Il collabore à Rouge hebdomadaire  (dès 1969) d'abord puis quotidien de  1976 à 1978 et signe ses articles avec son pseudonyme d'organisation Simon Baruch. Lassé des débats doctrinaux et désirant trouver une situation plus stable, il exprime auprès de Claude Angeli le souhait d'entrer au Canard enchaîné, où il faisait des piges depuis quelques années. Il y est embauché en 1978, puis de façon définitive en 1981.
En janvier 1985, il publie dans ce journal un article mettant en cause le commandant Prouteau, chef de la cellule antiterroriste de l'Élysée, nommé quelques jours après l'intervention de Vincennes. Il quitte le journal en 1985, évoquant « une rétention de l'information » expliquée par la proximité qui existait entre quelques membres de la rédaction du journal et l'entourage de François Mitterrand.
Il a travaillé ensuite en tandem avec Edwy Plenel au journal Le Monde. Ce sont eux qui sortent les affaires des Irlandais de Vincennes et du Rainbow Warrior,. Ils révèlent aussi dans l'édition du 13 décembre 1986, qu’un « vrai-faux passeport » avait permis à Yves Chalier, témoin capital dans l’affaire du Carrefour du développement, de fuir au Brésil. Ce passeport, établi sous un nom d’emprunt, avait été confectionné par la DST, avec l’autorisation du ministre de l’Intérieur de l'époque, Charles Pasqua,.
Il tient entre 2013 et 2018 un blog intitulé Ma boite à souvenirs sur le site Arrêt sur images. 

## Publications
- Profession "fouille-merde". Un journaliste dans les coulisses des affaires, Paris, Le Seuil, 2008, 216 p. (ISBN 978-2-02-094344-4)
- Le jour où le Mur est tombé, Paris, Le Seuil, 2009, 252 p. (ISBN 978-2-02-097889-7)